# Spodoptera eudiopta
Spodoptera eudiopta là một loài bướm đêm trong họ Noctuidae.